# لی نواک
لی نواک (انگلیسی: Lee Novak؛ زادهٔ ۲۸ سپتامبر ۱۹۸۸) یک بازیکن فوتبال است. 